# João Schmidt
João Felipe Schmidt Urbano (São Paulo, Región metropolitana de São Paulo, 19 de mayo de 1993), más conocido como João Schmidt, es un futbolista brasileño. Juega como centrocampista y su equipo es el Santos F. C. del Campeonato Brasileño de Serie A.

## Trayectoria

### São Paulo
Con apenas 19 años de edad, João Schmidt debutó con el São Paulo el 18 de julio de 2012 en la derrota de su equipo por 1-0 frente al Vasco da Gama. 
En las categorías inferiores del São Paulo, João consiguió títulos importantes. En 2010 formó parte del elenco que ganó la Copa São Paulo Júnior. Tiempo en el que también estuvo con Lucas Moura, Casemiro, Bruno Uvini, entre otros. En 2011, ya como titular, se consagró campeón del Campeonato Paulista Sub-20. También en 2011, realizó algunas sesiones de entrenamiento con el equipo profesional del São Paulo, pero volvió a las categorías inferiores. Para la Selección brasileña sub-20, João demostró su gran capacidad y ganó la confianza del entrenador Ney Franco, siendo el capitán del equipo en algunas competiciones.
En 2013 no tuvo muchas oportunidades al inicio, pero después de la llegada del entrenador Muricy Ramalho en septiembre, comenzó a tener una buena relación con el técnico y por supuesto también tuvo partidos jugados.
Debutó en 2014 contra Botafogo, donde tuvo una buena actuación en la victoria de su equipo por 2 a 0.

### Vitória de Setúbal
El 20 de julio de 2014 fue cedido por una temporada al Vitória Futebol Clube para adquirir experiencia y ritmo de juego. En 34 partidos jugados, marcó 8 goles.

### Vuelta al São Paulo
El jugador regresó a su club de origen al comienzo de la temporada 2016. En febrero estuvo cerca de ser cedido al Avaí, pero el acuerdo fue rechazada por el técnico del São Paulo, Edgardo Bauza. En la siguiente semana, tuvo un buen partido frente al Palmeiras, siendo titular también en los tres partidos siguientes contra el Novorizontino, Botafogo y Santos, respectivamente.
Nuevamente titular, hizo su primer tanto en la Copa Libertadores 2016 en la goleada por 6 a 0 frente a Trujillanos. Hizo su segundo gol frente a Fluminense con el que abrió el marcador, por el Brasileirao

## Clubes
| Club                   | País     | Año       |
| ---------------------- | -------- | --------- |
| São Paulo F. C.        | Brasil   | 2012-2017 |
| Vitória F. C. (cedido) | Portugal | 2014-2015 |
| Atalanta B. C.         | Italia   | 2017-2019 |
| Rio Ave F. C. (cedido) | Portugal | 2018-2019 |
| Nagoya Grampus         | Japón    | 2019-2020 |
| Kawasaki Frontale      | Japón    | 2021-2023 |
| Santos F. C.           | Brasil   | 2024-     |

## Palmarés

### Títulos estatales
| Título                 | Club                   | Estado    | Año  |
| ---------------------- | ---------------------- | --------- | ---- |
| Copa São Paulo Júnior  | São Paulo F. C. Júnior | São Paulo | 2010 |
| Torneo Paulista sub-20 | São Paulo F. C. sub-20 | São Paulo | 2011 |

### Títulos nacionales
| Título             | Club              | País  | Año  |
| ------------------ | ----------------- | ----- | ---- |
| Supercopa de Japón | Kawasaki Frontale | Japón | 2021 |
| J1 League          | Kawasaki Frontale | Japón | 2021 |
| Copa del Emperador | Kawasaki Frontale | Japón | 2023 |

### Títulos internacionales
| Título            | Club            | País      | Año  |
| ----------------- | --------------- | --------- | ---- |
| Copa Sudamericana | São Paulo F. C. | São Paulo | 2012 |